# Mimudea desistalis
Mimudea desistalis là một loài bướm đêm trong họ Crambidae.